# ويليام الثاني، كونت فلاندرز
ويليام الثاني، كونت فلاندرز (بالفرنسية: Guillaume III de Dampierre)‏ (و. 1224 – 1251 م) هو سياسي، وأرستقراطي بلجيكي، توفي في كورسيل، بلجيكا، عن عمر يناهز 27 عاماً.

## مناصب
تولى منصب رب
.